# Rock&Off
Rock&Off hrvatska je nezavisna glazbena nagrada koju od 2019. godine dodjeljuje stručno tijelo sastavljeno od glazbenih novinara. Pokrenuta na inicijativu Hrvatskog društva skladatelja, ova nagrada nastoji afirmirati i vrednovati alternativnu glazbenu scenu Hrvatske. Organizaciju provodi Unison (Hrvatski glazbeni savez) u koprodukciji s KD Tvornicom kulture.
Stručno glasačko tijelo čini 90 glazbenih novinara iz 40 različitih medijskih kuća, uključujući: portale, tiskovine, televizijske i radijske postaje. Za nagrade mogu konkurirati hrvatski državljani ili umjetnici kojima je Hrvatska matična zemlja umjetničkog djelovanja. Kvalifikacijski kriteriji obuhvaćaju legalno objavljena izdanja dostupna u fizičkom ili digitalnom obliku, profesionalnog standarda i kvalitete.
Nagrade se dodjeljuju u devet kategorija:
- Album godine (minimalno sedam skladbi ili 35 minuta programa)
- Pjesma godine (najbolja skladba objavljena u izbornom razdoblju)
- Veliki prasak godine (nagrada za nove izvođače)
- Koncertni izvođač godine
- Rock&Off izvođač godine (kategorija za rock žanr i njegove podvrste)
- Pop&Off izvođač godine (alternativni pop i srodni žanrovi)
- Rap&Off izvođač godine (hip-hop i njegove varijacije)
- Jazz&Off izvođač godine (jazz i srodni žanrovi)
- Iskonova nagrada publike[3] (posebna kategorija gdje publika bira pobjednika)

Proces nominacija započinje 1. prosinca svake godine, kada stručna komisija definira kategorije na temelju pristiglih prijedloga. Za održavanje pojedine kategorije potrebno je minimalno pet različitih nominacija. Dodjela nagrada tradicionalno se održava u zagrebačkoj Tvornici kulture, uz nastupe nominiranih izvođača i posebnih gostiju.